# IAAF Indoor Permit Meetings
Lo IAAF Indoor Permit Meetings, precedentemente World Indoor Meetings, è stata una competizione annuale di atletica leggera organizzata dalla IAAF, che consisteva in un calendario di meeting internazionali da svolgersi indoor nella stagione invernale. È stata sostituita dal 2016 dallo IAAF World Indoor Tour

## Meeting
| Meeting                            | Arena                        | Città      | Nazione     |
| ---------------------------------- | ---------------------------- | ---------- | ----------- |
| Millrose Games                     | Madison Square Garden        | New York   | Stati Uniti |
| Russian Winter Meeting             | CSKA Arena                   | Mosca      | Russia      |
| Sparkassen Cup                     | Hanns-Martin-Schleyer-Halle  | Stoccarda  | Germania    |
| Indoor Flanders Meeting            | Flanders Sports Arena        | Gand       | Belgio      |
| Meeting Pas de Calais              | Stade Couvert                | Liévin     | Francia     |
| Reunión Internacional de Atletismo | Luis Puig Palace             | Valencia   | Spagna      |
| BW-Bank Meeting                    | Europahalle                  | Karlsruhe  | Germania    |
| GE Galan                           | Ericsson Globe               | Stoccolma  | Svezia      |
| Birmingham Indoor Grand Prix       | National Indoor Arena        | Birmingham | Regno Unito |
| Athina                             | Peace and Friendship Stadium | Atene      | Grecia      |